# 755 Кентілла
755 Кентілла (755 Quintilla) — астероїд головного поясу, відкритий 6 квітня 1908 року.
Тіссеранів параметр щодо Юпітера — 3,183.